# Parafia św. Michała Archanioła w Solnikach Wielkich
Parafia św. Michała Archanioła w Solnikach Wielkich – znajduje się w dekanacie Oleśnica wschód w archidiecezji wrocławskiej. Erygowana w XIV wieku.
Obsługiwana przez księży archidiecezjalnych. Jej proboszczem jest ks. dr Wojciech Kopeć RM.

## Parafialne księgi metrykalne
| Księgi metrykalne | Okres ewidencji    |
| ----------------- | ------------------ |
| chrztów           | 1675 - 1765 1947 - |
| ślubów            | 1675 - 1765 1947 - |
| zgonów            | 1675 - 1765 1947 - |